# Gaillard de Saumate
Gaillard de Saumate  (?  -  † 1323), appelé aussi  Galhard de Saumate ou  Gaillard Saumate, est un évêque de Riez (1317-1317), de Maguelone (1317-1318) et archevêque d'Arles (février 1318-1323).

## Biographie
Gaillard de Saumate est évêque de Riez, puis de Maguelone avant d'être transféré à Arles en février 1318. Robert, roi de Sicile et comte de Provence lui confirme tous les traités que ses prédécesseurs avaient passés avec les archevêques de la ville. 
Il proteste contre le projet des moines de Sylvéréal de rejoindre l’abbaye de Valmagne et un accord est trouvé le 26 mars 1321, stipulant que : 

« l'abbé de Psalmodie entretiendrait toujours quatre religieux-prêtres à Sylvéréal et deux à Ulmet pour satisfaire aux fondations et célébrer dignement les offices. »

Il fait frapper des florins imités de ceux introduits dans le midi de la France par le pape Jean XXII.
Gaillard de Saumate meurt en 1323 ou 1324. Gilles Duport dit que l'empereur Henri VII le fit  prince du Saint-Empire.